# 柴田紗帆
柴田 紗帆（しばた さほ、1992年12月9日 - ）は、キャスタークリエイト・ジャパン所属のフリーアナウンサー。

## 来歴・人物
- 愛知県出身で、愛知淑徳高等学校[2]、金城学院大学人間科学部現代子ども学科を卒業する。保育士、幼稚園教諭、中学英語教諭免許所持。
- 2015年にとちぎテレビへ入社し、『おはよう!とちぎの朝』で初めて放送に出演する。
- 2017年にとちぎテレビを退社、セントフォースに所属しフリーアナウンサーとして『おはよう!とちぎの朝』のメインキャスター[3]を務めた。
- 2017年から、ABEMA『AbemaNews』[4]キャスター兼任。

- 17LIVE配信「ビバ！学力頭脳試験」で行われた知能テストでIQ135を記録。

- DDTの木曜The NIGHTで、番組スタッフを夫に見たててネクタイを結ぶ勝負で、ネクタイの結び方がわからずスタッフを膝蹴りして優勝した。[5]

## 現在の出演番組
- AbemaNews（AbemaTV）キャスター
- みのもんたのよるバズ！ （AbemaTV ）ニュースコーナー
- DDTの木曜The NIGHT（2018年4月6日 - 2022年4月29日、AbemaTV）[6]
- 『シュタインズ・ゲート ゼロ』未来ガジェット研究所 アベマ支部（2018年5月9日 - 、AbemaTV）進行
- 29.4 ~ワタシの選択~ with anan（2021年8月21日[7] - 、ABEMA） - インフォマーシャル担当

## 過去の出演番組
- とちぎテレビ 『おはよう！とちぎの朝』 水曜日・木曜日・金曜日 サブキャスター
- とちぎテレビ 『おはよう！とちぎの朝』 水曜日・木曜日 メインキャスター (2017年4月 - 2018年3月[8])
- とちぎテレビ 『とちテレニュース』 キャスター
- とちぎテレビ 『イブニング6Plus～ススメ！未来のスーパーアスリート～』 ナビゲーター
- とちぎテレビ 『とちぎ瓦版』 ナレーション
- とちぎテレビ 『井上マーのイイトコ教えて宇都宮』　ナレーター
- とちぎテレビ 『年末ワイド みんなの笑顔がダイジ！3時間SP』 スタジオMC
- とちぎテレビ 『イブニング6Plus～ゼビオ スポーツ！』 ナビゲーター
- とちぎテレビ＆TOKYO MX 『Happy Swing～ゴルフをもっとHappyに～2ndseason』 ナレーター
- テレビ朝日 『重要参考人探偵』第1話 司会者役
- テレビ朝日  『家政夫のミタゾノ』 第3話 / 第5シリーズ 第2話 - キャスター役
- NHK『群青領域』 第7話 （2021年12月3日）
- 毎日放送 教祖のムスメ 第1話（2022年6月2日）- キャスター 役

## CM
- 小山市TV-CF 『おやま本場裕樹袖クラフト館』 出演・ナレーション

## イベント
- SEGA 『チェインクロニクル 4th Aniniversary ユグド祭2017 in 』 総合MC